# Centralna Kooperativna Banka
Centralna Kooperativna Banka (bulgare : Централна кооперативна банка, Banque centrale coopérative), abbr. CCB (ЦКБ), est un établissement bancaire en Bulgarie, Sofia, fondé en 1991, et faisant partie du SOFIX, le principal indice boursier de la bourse de Sofia.

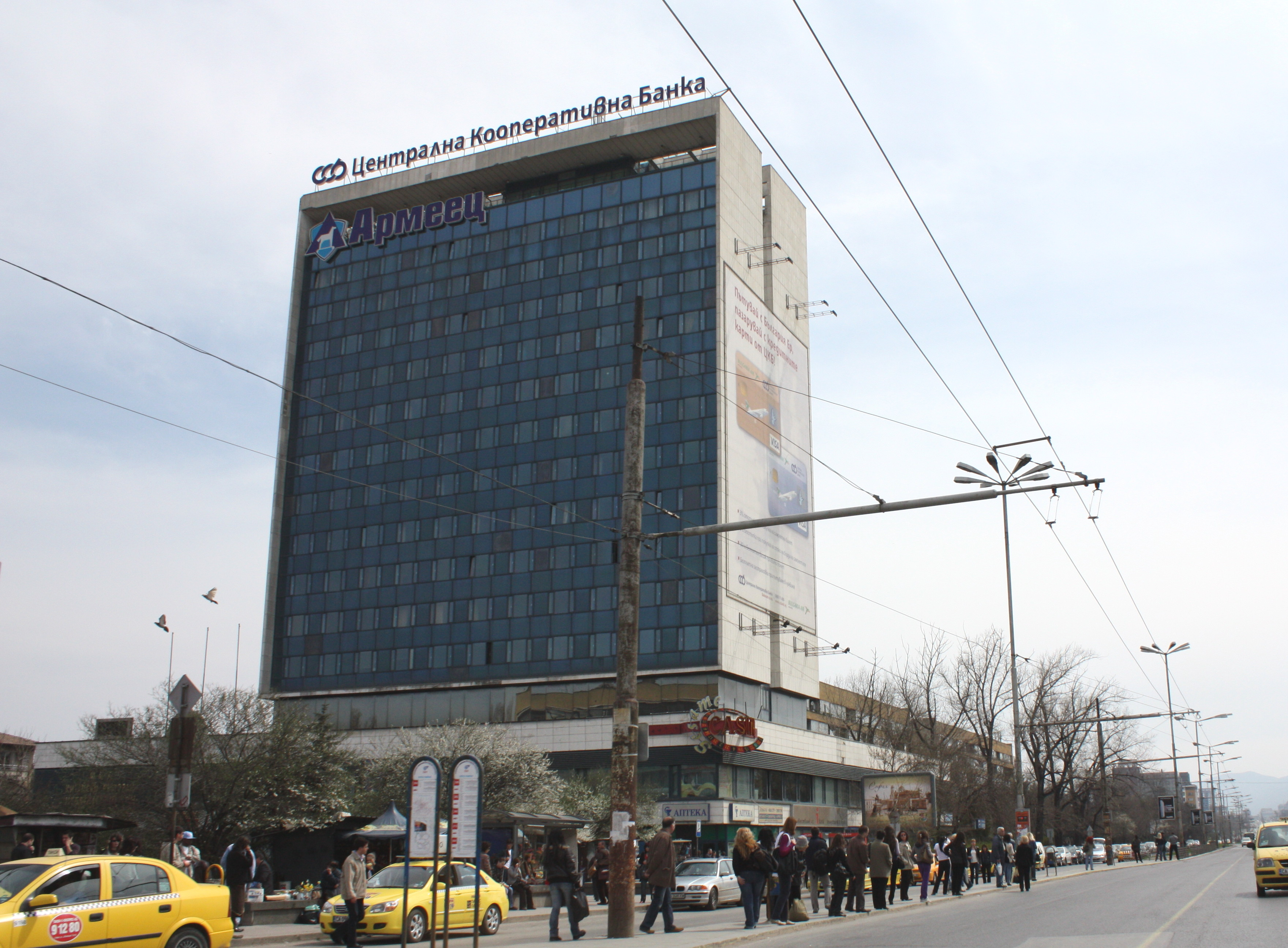
Le siège social de CCB.

## Historique
En octobre 2014, Centralna Kooperativna Banka a échoué avec 24 autres banques aux tests de résistances de la banque centrale européenne et de l'autorité bancaire européenne.